# هانثوادي يونايتد
هانثوادي يونايتد هو نادي كرة قدم بورمي من مدينة باغو يلعب في دوري ميانمار الوطني،تأسس النادي في 2009.